# Barbro Kulvik
Barbro Margareta Kulvik, född 27 februari 1942 i Helsingfors, är en finlandssvensk industridesigner.
Kulvik studerade 1961–1965 vid Konstindustriella läroverket (industriell formgivning) och 1974–1975 vid Konstindustriella högskolan. Hon verkade som designer vid Arabia 1966–1968 och var 1980–1994 chefredaktör för tidskriften Form Function Finland.
Kulvik har varit arkitekt för många betydande utställningar, bl.a. Tapio Wirkkalas internationella vandringsutställning 1981 och Arktiska centrets i Rovaniemi permanenta utställning 1992. Hon har haft skiftande uppdrag från färgsättning av de finländska Intercity-tågen till formgivning av praktiska träföremål. Hon ställde även 2001 ut sina stora färgfotografier med landskapsmotiv från olika delar av världen.
Kulvik har haft förtroendeuppdrag bl.a. inom Ornamo 1969–1979, varit ordförande för statens konstindustrikommission och medlem av centralkommissionen för konst 1985–1988. Hon har erhållit många pris och hedersomnämnanden för sin internationella verksamhet. Hon utsågs 2001 tillsammans med sin make Antti Siltavuori till Årets industriella designer; deras produktion ställdes detta år ut i Designmuseet och i Fiskars, som de varit med om att utveckla till en inspirerande arbetsmiljö för konsthantverkare och konstnärer.